# Pemmikan

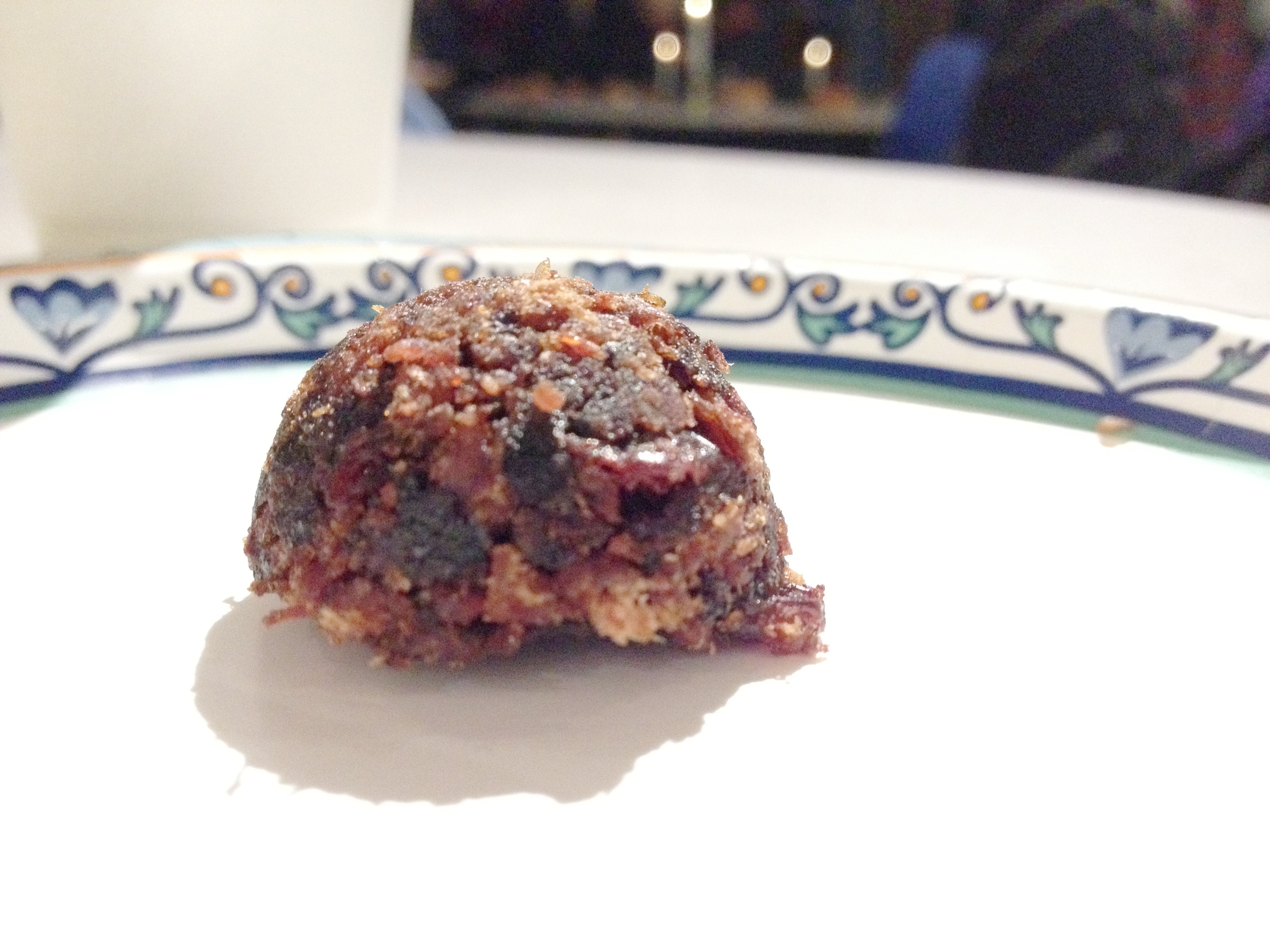
Pemmikan

Pemmikan is een geconcentreerd mengsel van vet en proteïnen dat gebruikt wordt als een compacte en volwaardige voeding. Het woord komt van het Creese woord pimîhkân dat zelf is afgeleid van het woord pimi (vet). Het werd uitgevonden door de inheemse volkeren van Noord-Amerika. Het was algemeen geaccepteerd als een energierijke voedselbron door de Europeanen die betrokken waren bij de bonthandel en later door de Noordpool- en Zuidpoolontdekkingsreizigers, zoals Robert Falcon Scott en Roald Amundsen. Pemmikan was een van de voorraden in de Expeditie van Burke en Wills in Midden-Australië. Men vermoedt dat de pemmikan bedorven raakte en niet gegeten werd, wat bijdroeg aan scheurbuik en dood onder de leden van de expeditie, die rampzalig eindigde. Goed voorbereid en verpakt kan pemmikan echter jarenlang zonder koeling bewaard worden.
De specifiek gebruikte ingrediënten waren meestal datgene wat beschikbaar was: het vlees was vaak bizon, wapiti, eland of een ander hert. Fruit zoals veenbessen en bessen van het krentenboompje werd soms toegevoegd. Ook kersen, krenten, appelbessen en bosbessen werden gebruikt, maar bijna uitsluitend in ceremoniële en huwelijkspemmikan.
De hoogste kwaliteit pemmikan wordt gemaakt van mager vlees, beenmerg en vet; de pemmikankopers tijdens het tijdperk van de bonthandel hadden strikte specificaties.

## Traditionele bereiding
Traditioneel werd pemmikan bereid uit het magerste vlees van groot wild zoals bizon, buffel, eland of hert. Het vlees werd in dunne plakjes gesneden en werd dan boven een laag vuur of in de hete zon gedroogd, totdat het hard en breekbaar was. Daarna verpulverde men het met behulp van stenen tot zeer kleine stukjes van bijna poederachtige fijnheid. Het verpulverde vlees werd gemengd met gesmolten vet, in een verhouding van ongeveer 50% verpulverd vlees en 50% talg (gesmolten niervet) en onderhuids vet. In sommige gevallen werden gedroogde vruchten, zoals krentenboom-bessen, veenbessen, bosbessen, of kersen tot poeder gemalen en vervolgens aan het mengsel van vlees en vet toegevoegd. Het resulterende mengsel werd vervolgens verpakt in lederen zakjes om op te slaan.

## Moderne producenten
- US Wellness Meats in Missouri verkoopt momenteel[(sinds) wanneer?] pemmikan-repen.[2] Hun pemmikan bevat 45% talg en 55% gedroogd vlees.
- Native American Natural Foods, een bedrijf in South Dakota produceert en distribueert de Tanka Bar - gebaseerd op de traditionele wasna (pemmikan). Het is gemaakt van een combinatie van bizonvlees en veenbessen met een kruiden-conserveermiddel.